# 青森県道22号三沢七戸線
青森県道22号三沢七戸線（あおもりけんどう22ごう みさわしちのへせん）は、青森県三沢市から上北郡七戸町に至る県道（主要地方道）である。

## 概要
三沢市古間木山の青い森鉄道線三沢駅前から上北郡六戸町・東北町・十和田市を経て上北郡七戸町字新町で国道394号に合流する。

### 路線データ
- 起点 : 三沢市大字犬落瀬字古間木[1]
- 終点 : 上北郡七戸町字笊田[1]

## 歴史
- 1961年（昭和36年）2月10日 - 青森県が県道三沢七戸線として県道認定[1]。
- 1993年（平成5年）5月11日 - 建設省により県道三沢七戸線が主要地方道三沢七戸線に指定される[2]。

## 路線状況

### 重複区間
- 青森県道211号折茂上北町停車場線（上北郡六戸町 - 上北郡東北町）
- 青森県道165号上野十和田線（十和田市地内）
- 青森県道121号七戸上北町停車場線（上北郡東北町新舘 - 上北郡七戸町七戸・終点）

## 地理

### 通過する自治体
- 青森県
  - 三沢市
  - 十和田市
  - 上北郡六戸町
  - 上北郡東北町
  - 上北郡七戸町

### 交差する道路
- 青森県道10号三沢十和田線（青森県道20号八戸三沢線終点・重複、起点）
- E4A 上北自動車道（上北道路）六戸三沢IC（上北郡六戸町）
- 青森県道211号折茂上北町停車場線（上北郡六戸町）
- 青森県道211号折茂上北町停車場線（上北郡東北町）
- 青森県道165号上野十和田線（十和田市）
- 青森県道121号七戸上北町停車場線（上北郡東北町新舘）
- 国道4号（七戸バイパス）（上北郡七戸町笊田川久保、笊田川久保交差点）
- 国道394号（上北郡七戸町七戸、終点）

### 沿線の施設など
- 青い森鉄道線三沢駅前
- 三沢駅前郵便局
- 三沢市立古間木小学校
- 青森県立三沢商業高等学校
- プライフーズ第一ブロイラーカンパニー
- 虫神工業団地
- あすなろ温泉
- 南部縦貫本社
- イオン七戸店
- 青森県信用組合 七戸店